# Copenhagen (häst)
Copenhagen var en berömd häst som reds i Napoleonkrigen och pyreneiska fälttåget av hertigen av Wellington. Under sin livstid mottog Copenhagen hyllningar i klass med dem som stora sporthästar får idag.
Copenhagen föddes 1808 efter hingsten Meteor (som var efter den stora galopphästen Eclipse), undan stoet Lady Catherine. Lady Catherine reds av general Grosvenor under den brittiska belägringen av Köpenhamn i Danmark.
Copenhagen var en fuxfärgad hingst och var inte mer än 152 cm i mankhöjd. Han var en typisk representant för det dåtida engelska fullblodet med en tydlig arabisk karaktär, något som var typiskt för det engelska fullblodet under den här tiden, då rasen grundades på det arabiska fullblodet.
Copenhagen köptes i Spanien 1812 av hertigen av Wellington från sir Charles Stewart. Wellington använde den lilla hingsten både till jakt på fritiden och i krigen. Wellington red honom under hela det pyreneiska fälttåget. 1815 var han med när Wellington besegrade Napoleon Bonaparte vid Waterloo. Den lilla hingsten var blev soldaternas favorit då han alltid hälsade med ett glatt gnägg, men han hade egenheten att sparka bakut om någon kom för nära. Han hade även en enorm uthållighet och dagen före slaget vid Waterloo hade Wellington ridit på honom från klockan 10 på morgonen till 8 på kvällen, i stort sett utan uppehåll och under sammandrabbningarna fick Copenhagen bära sin herre i 15 timmar utan uppehåll medan Wellington dirigerade sina soldater. Trots detta hade Copenhagen tillräckligt med kraft för att sparka bakut mot hertigen som missades med några få centimeter. Copenhagen var även känd för sitt stora mod och kunde utan att rygga tillbaka bära sin herre rakt in i närstrider med både fotsoldater, infanterier och under avlossningar med kanoner.
Trots Copenhagens välkända humör så hade hertigen ett speciellt samband med hingsten och hertigen behöll honom även efter att han pensionerat sig från militären. När Wellington sedan blev premiärminister i England år 1828 red han Copenhagen genom London till 10 Downing Street. Copenhagen fick sedan pensioneras och reds då och då av barn och vänner till Wellington. Lady Mary Shelley brukade säga att han var den mest svårridna häst hon någonsin mött och för att han skulle bli lugn och lära sig att i alla fall bete sig som en gentleman i närheten av damer så brukade hon ge honom belöningar. Copenhagens man och svans brukade ibland ryckas eller klippas och av taglet gjorde man armband till damerna i området.

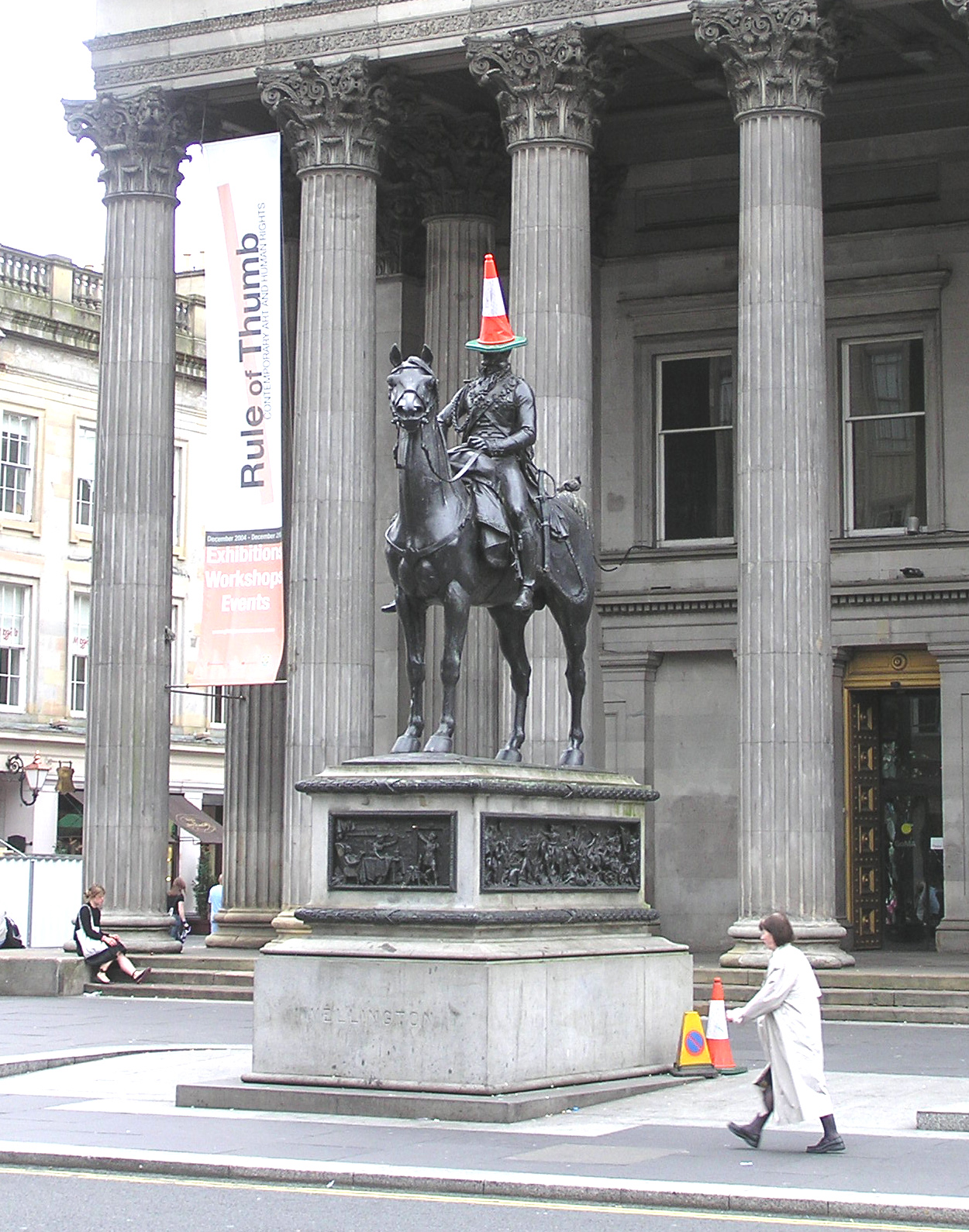
Statyn i Hyde Park i London är gjord av Edward Boehm och sägs vara den mest lika avbildningen av Copenhagen

Copenhagen dog 1836 vid 28 års ålder och begravdes under militära hedersbetygelser på Stratfield Saye, hertigens lantställe i Hampshire, England. På gravstenen finns några rader ur en minnesdikt till hans ära som kallades "Epitaph". Wellington själv hade skrivit så här om Copenhagen. "Det må ha funnits snabbare hästar, och utan tvivel många mycket vackrare, men vad gäller stadga och uthållighet har jag aldrig mött hans like". En av de mest lika avbildningarna av hingsten är Edward Boehms staty av ekipaget som står i Hyde Park i London.